# Mont Riddolls
Le mont Riddolls (en anglais : Mount Riddolls) est un sommet situé dans la chaîne Victory en Antarctique, dont c'est le point culminant avec 3 295 mètres d'altitude.
Il est situé directement à la tête du glacier Rudolph (en) en terre Victoria.
Il est nommé par l'équipe de géologie du glacier Mariner liée à la New Zealand Geological Survey Antarctic Expedition (NZGSAE) en 1966-1967 d'après Bruce W. Riddolls, assistant géologue de l'équipe.